# Jegunovce
Jegunovtse (Macedonisch: Јегуновце; Albanees: Jegunovcë) is een gemeente in Noord-Macedonië.
Jegunovtse telt 10.790 inwoners (2002). De oppervlakte bedraagt 176,93 km², de bevolkingsdichtheid is 61 inwoners per km².